# Tenuisternum bahiense
Tenuisternum bahiense är en spindeldjursart som beskrevs av Fiaboe, Moraes och Gondim Jr. 2004. Tenuisternum bahiense ingår i släktet Tenuisternum och familjen Phytoseiidae. Inga underarter finns listade i Catalogue of Life.